# Diketopyrrolopyrrolpigment

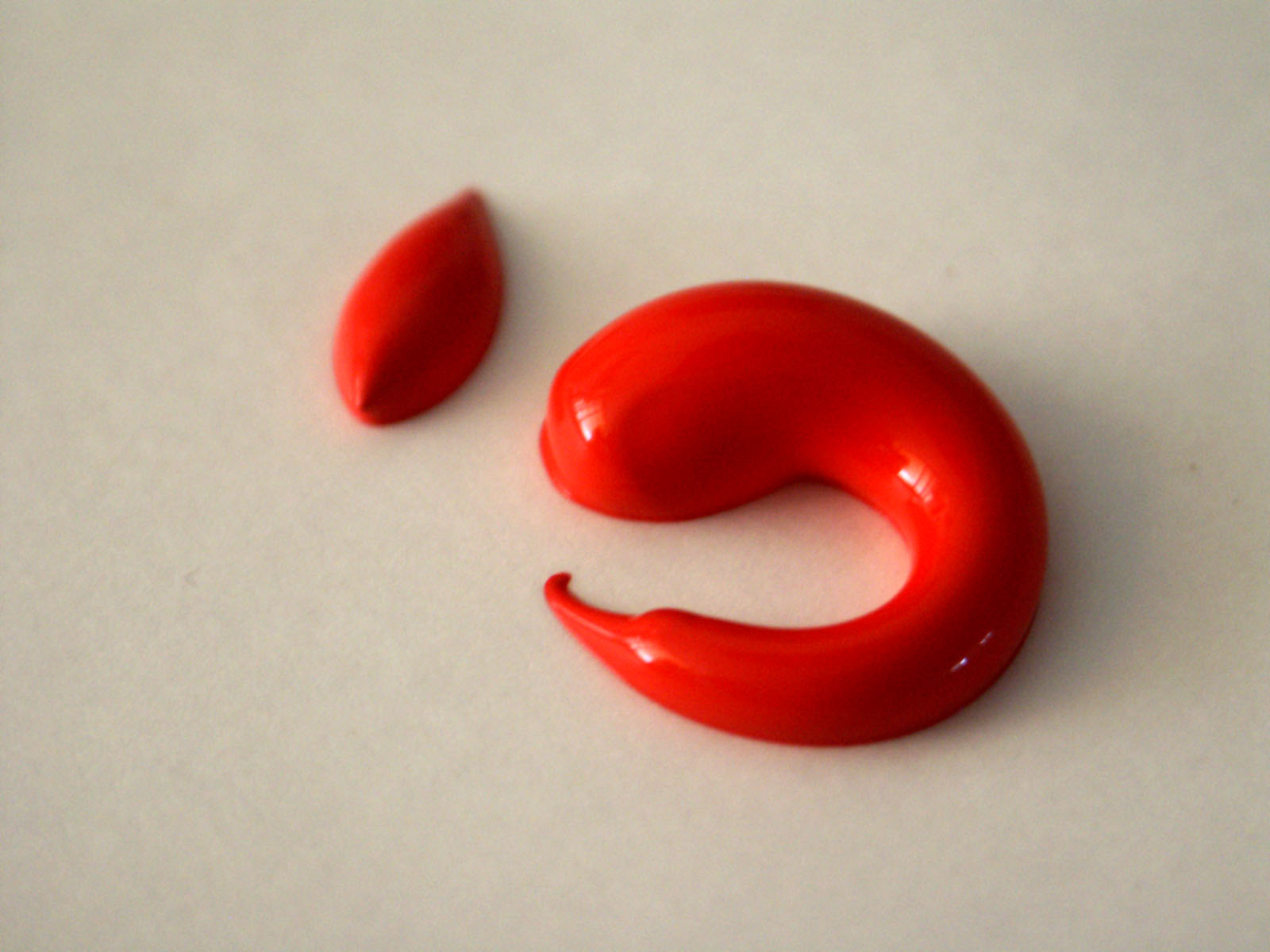
Pyrrolrött i akrylfärg

C.I. Pigment Red 254

Diketopyrrolopyrrolpigment, eller DPP-pigment, är en grupp syntetiska organiska pigment i kulörer mellan orange och karminrött. De flesta har utmärkt ljusäkthet och är tåliga mot hetta, väder och kemikalier.
Det första DPP-pigmentet, det klarröda C.I. Pigment Red 254 (C.I. 56110), ofta kallat "pyrrolrött", framställdes 1974 och kom ut på marknaden 1986. Därefter har det kommit ett antal vidareutvecklingar utifrån detta.
Konstnärsfärger med dessa diketopyrrolopyrrolpigment får gärna kortare, om än oegentliga, namn som "pyrrolrött" eller "pyrrole red" och "pyrrol crimson".
| Pigment Red 254   | 56110          | Nära neutralröd                                                                             | [ 3 ] [ 6 ] |
| Pigment Red 255   | 561050         | Varmt röd med dragning åt orange. Något ljusare än PR254 och kallas ofta pyrrole red light. | [ 3 ] [ 6 ] |
| Pigment Red 264   | 561300         | Karminröd                                                                                   | [ 3 ] [ 6 ] |
| Pigment Red 274   | 16255, 16255:1 | Röd, åt karminröd                                                                           | [ 3 ] [ 6 ] |
| Pigment Orange 71 | 561200         | Orange med dragning åt rött. Möjligen något sämre ljusäkthet i akvarell.                    | [ 7 ] [ 8 ] |
| Pigment Orange 73 | 561170         | Intensiv, rödtonad orange. Utmärkt ljusäkthet.                                              | [ 7 ] [ 8 ] |

## Diketopyrrolopyrrol

Diketopyrrolopyrrol (DPP)

Grundstrukturen, kring vilken DPP-pigmenten är symmetriskt uppbyggda, är diketopyrrolopyrrol (DPP), en laktam som kan beskrivas som två hopsatta pyrrol-enheter med var sin karbonylgrupp.
Vid framställningen av DPP används dock inte pyrrol, utan man låter bärnstenssyra reagera med bensonitril i en starkt basisk miljö.